# Anna Netrebko
Anna Jurjevna Netrebko (rus. Анна Юрьевна Нетребко, Krasnodar, 18. rujna 1971.), operni sopran. Ima rusko i austrijsko dvojno državljanstvo i boravi u Beču, Austrija i New Yorku, SAD.
Anna Netrebko je jedna od najpoznatijih umjetnica svojeg naraštaja. Nastupa u glavnim ulogama u svim najznačajnijim opernim kućama i koncertnim dvoranama širom svijeta. Karizmatična na pozornici i izvan nje, ruska sopranistica uživa slavu koja se proteže i izvan svijeta klasične glazbe.
Nazvana od Associated Pressa "vladajućom divom ranog 21. stoljeća", Anna Netrebko je jedina operna pjevačica u povijesti koja je dobila čast triput uzastopno otvoriti sezonu Metropolitan opere u New Yorku.

## Životopis
Rođena je u Krasnodaru, Rusija, u obitelji kozačkog podrijetla. Sa 16 godina je napustila Krasnodar i stigla u Sankt Peterburg. U razdoblju 1988-1989. završila je srednju glazbenu školu u klasi Tatjane Borisovne i upisala Državni konzervatorij Rimski-Korsakov u Sankt Peterburgu. Za vrijeme studija na konzervatoriju, u klasi Tamare Novičenko, Netrebko se zaposlila kao čistačica u čuvenom peterburškom Marijinskom teatru (bivši Kirov) kako bi mogla provoditi što više vremena u kazalištu. Nešto kasnije, prijavila se na audiciju kod direktora Marijinskog teatra, maestra Valerija Gergijeva koji je prepoznao mladu "peračicu podova" i nakon kratke audicije ponudio joj mjesto u ansamblu teatra. Pod vodstvom Gergijeva, Netrebko je ubrzo dobila priliku u glavnoj ulozi. Debitirala je na pozornici Marijinskog 5. travnja 1994, u dobi od 22 godine, kao Susanna u Mozartovoj operi Figarov pir.
Osim operne karijere, Netrebko je angažirana i u humanitarnom radu s djecom. U ožujku 2007., objavila je da postaje ambasadorica udruge za pomoć djeci SOS Kinderdorf Austria, kao i sponzorica sela Tomilino u Rusiji.
Bila je u vezi s urugvajskim bas-baritonom Erwinom Schrottom, s kojim ima sina Tiaga, rođenog 5. rujna 2008. godine u Beču. U intervjuu na ruskoj televiziji (YouTube: intervju, hrvatski podnapisi), objavila je da Tiago boluje od blažeg oblika autizma. U studenom 2013. godine, Netrebko i Schrott su objavili svoj razlaz nakon višemjesečnog odvojenog života.
U veljači 2014. godine, na probama za Puccinijevu Manon Lescaut u Rimu, Netrebko je otpočela vezu s partnerom iz te opere, azerbajdžanskim tenorom Yusifom Eyvazovim. 29. prosinca 2015. par se vjenčao u Beču.

## Umjetnička karijera
Na početku karijere u Marijinskom teatru, Netrebko je godinama gradila repertoar i stjecala iskustvo na pozornici. Pjevala je brojne uloge, talijanske i ruske, između ostalih: ulogu Amine u operi Mjesečarka (La sonnambula), Pamine u Čarobnoj fruli, Rosine u Seviljskom brijaču, Lucije u Lucia di Lammermoor, Ljudmile u Ruslan i Ljudmila, Louise u Vjenčanje u samostanu i Ksenije u operi Boris Godunov.
Njezina međunarodna karijera počinje nastupom u naslovnoj ulozi u operi Ruslan i Ljudmila, u San Franciscu 1995. godine. U toj opernoj kući pjevala je i uloge u operama Figarov pir, Vjenčanje u samostanu, Idomeneo, La bohème, Don Giovanni, Carska nevjesta, Ljubavni napitak i Falstaff.
U Royal Opera House u Londonu nastupila je 2000. godine s Marijinskim teatrom, u ulozi Nataše u operi Rat i mir Sergeja Prokofjeva, a pravi debi u Covent Gardenu joj je bio 2002. godine u ulozi Servilije u operi La Clemenza di Tito.
Prvi nastup u Metropolitan operi imala je 14. veljače 2002. u ulozi Nataše u operi Rat i mir.
Njeni nastupi na Salzburškom festivalu u ulozi Donna Anne u Mozartovom Don Giovanniju 2002. godine izazvali su veliku pozornost publike i kritičara, a izvedba Violette u operi Travijata u Salzburgu 2005. pravu senzaciju.
Otada nastupa s najboljim dirigentima i pjevačima u najvećim opernim kućama u Europi i Sjedinjenim Državama.
2006. godine u Waldbühneu kod Berlina, pred početak Svjetskog nogometnog prvenstva, zajedno s Plácidom Domingom i Rolandom Villazónom održala je koncert klasičnih arija na otvorenom, pred 20.000 posjetitelja.
U svibnju 2007. časopis Time proglasio ju je jednom od 100 najutjecajnijih osoba na svijetu.
U milanskoj La Scali je tri puta otvorila sezonu: 2011/2012. u ulozi Donna Anne u Don Giovanniju, 2015/2016. u ulozi Giovanne u operi Giovanna d'Arco i 2017/2018. kao Maddalena di Coigny u operi Andrea Chénier.
Anna Netrebko je imala čast otvoriti opernu sezonu Metropolitan opere 3 puta: 2011. u naslovnoj ulozi u operi Anna Bolena, 2012. u ulozi Adine u operi Ljubavni napitak i 2013. u ulozi Tatjane u operi Jevgenij Onjegin.
Na Zimskim olimpijskim igrama u Sočiju 2014, pjevala je himnu olimpijade tijekom svečanosti otvaranja Igara.
Premda Netrebko nije dramski sopran, posljednjih godina glas joj je potamnio i dobio na težini, što joj omogućava postupno širenje repertoara na zahtjevnije, dramske uloge, naročito u Verdijevim i verismo operama. Njezini nastupi u operama Manon Lescaut u Rimu, Trubadur u Salzburgu i New Yorku, Macbeth u New Yorku i Giovanna d'Arco u Milanu dočekani su s ovacijama publike i aklamacijom kritičara.
U svibnju 2016. Netrebko je u Dresdenu imala uspješan debi u ulozi Else u operi Lohengrin Richarda Wagnera.
U 2017. Netrebko je debitirala u 3 nove uloge: Aida u istoimenoj operi Giuseppea Verdija, Adriana u operi Adriana Lecouvreur Francesca Cilee i Maddalene u operi Andrea Chénier Umberta Giordana.

## Zapažene izvedbe
Travijata, Salzburg, Salzburger Festspiele, 7. kolovoza 2005.
"(Netrebko) ima i srebrnastu koloraturu potrebnu u prvom činu i grlenu dramsku težinu koju traže posljednji prizori. Njezine tihe note su pune šaputavog smisla, a pri najglasnijem pjevanju, zvuk je još uvijek profinjen."
(Shirley Apthorp, Bloomberg, 8. kolovoza 2005.)
Travijata, London, Royal Opera House, 14. siječnja 2008.
"Uzdrman, uskomešan, još uvijek klecavih koljena, ja sam drugi čovjek... Očekivao sam lake visoke note i sladak zvuk, ali ne i divno suptilne varijacije u boji i fraziranju. Način na koji ona svoju posljednju ariju od mrmljanja na samrtnoj postelji pretvara u žestoki, fatalistički krik ponosa i pobune je opčinjavajući."
(Richard Morrison, La Traviata, The Times, 15. siječnja 2008.)
"Istinski velike izvedbe Verdijeve La Traviate pojave se jednom u naraštaju, a ova zapanjujuća repriza produkcije Richarda Eyrea iz 1994., mogla bi ući u povijest kao jedno od definirajućih opernih iskustava našeg doba... Glas Anne Netrebko često žari toplo i raskošno, premda ona rabi i prigušeni pianissimo kojim izražava kako razornost bolesti, tako i agoniju neizvjesnosti."
(Tim Ashley, Guardian, 16 siječnja 2008.)
"Jedanput u naraštaju prima donna ovlada ulogom na način na koji njene kolegice ne mogu. Anna Netrebko je to postigla s Violettom, a dokaz svi mogu vidjeti u repriznoj produkciji La Traviate u Covent Gardenu... (Netrebko) je jednostavno Violetta našeg doba, sposobna očarati publiku svojim izgledom savršeno prikladnim vremenu radnje, glasom koji plovi kroz sve tehničke i glazbene prepreke koji Verdi baca pred nju, te temperamentom za velike događaje."
(Andrew Clark, Financial Times, 15. siječnja 2008.)
Macbeth, Metropolitan Opera, 24. rujna 2014.
"... Anna Netrebko je postigla jedan od najvećih trijumfa u novijoj povijesti Metropolitana..."
(Manuela Hoelterhoff, Bloomberg, 25. rujna 2014.)
"U jezovitoj ariji drugoga čina, "La luce langue", lišila je svoj glas vibrata, sugerirajući užas na pomisao o narednim političkim ubojstvima koja moraju uslijediti radi konsolidiranja njenog položaja kraljice. Kasnije u istom činu, precizno je izvela varljive glasovne skokove i trilere u prizoru banketa, a tada uzletjela svojim raskošnim glasom nad ansambl u finalu prizora."
(James Jorden, Observer, 1. listopada 2014.)
Trubadur, Metropolitan Opera, 25. rujna 2015.
"Njen pianissimo u 'D’amor sull’ali rosee' bio je poput zraka mjesečine u sveopćoj sumornosti, a 'Miserere' poput iskreno doživljenog očajnog krika. Oblikovala je ulogu pjevajući kabaletu 'Tu vedrai che amore in terra' koja se obično izbacuje, i pjevala ju je raskošno. Leonora umire polako nakon ispijanja otrova koji je treba spasiti od sudbine gore od smrti u rukama grofa di Lune i, dok se junakinjin život gasi, glas Anne Netrebko iščezava u paučinasto-tanke niti zvuka."
(Jim Pritchard, Seen And Heard International, 4. listopada 2015.)
"U Metropolitanu, demonstrirala je pravi piano - ne lažni, ne varljivo šaputanje, već punokrvni piano. Do kraja večeri, uslijedila je prava poduka iz pjevanja. Ne smije se dopustiti da njena slava zakrili njenu veličinu."
(Jay Nordlinger, The New Criterion, br. 34, studeni 2015.)
Giovanna d'Arco, La Scala, 7. prosinca 2015.
"Anna Netrebko nikada nije bila uzbudljivija, čelične čvrstoće u svom punom rasponu, pjevajući ornamente precizno i elegantno, izvodeći ovu nezgodnu ulogu s gorljivom predanošću."
(Fiona Maddocks, The Guardian, 13. prosinca 2015.)
Lohengrin, Semperoper Dresden, 19. svibnja 2016.
"Na polovici drugoga čina drezdenskog Lohengrina, dok je Anna Netrebko pjevala Elsinu ariju 'Euch Lüften, die mein Klagen' ova iskusna i ponešto nepovjerljiva ljubiteljica opere doživjela je da joj se oči ispune suzama sreće i zahvalnosti. Dugo je prošlo otkako me je čista ljepota glasa tako duboko dirnula. Pjevajući svoju prvu vagnerijansku junakinju, Netrebko nije došla samo s raskošnim i sonornim sopranom i pjevala Elsu punim grlom, čisto, već je i zasjenila svoj glas da bi pjevala tiho. Ukrase je izvjela vješto, legato se dizao raskošno, visoki tonovi su pjevani izvanredno i bez napora. Njemački izgovor je bio jasan."
(Ako Imamura, Bachtrack.com, 31. svibnja 2016.)

## Budući repertoar
Anna Netrebko je najavila da će u idućih nekoliko godina proširiti repertoar i na uloge u operama Tosca Giacoma Puccinija, Salome Richarda Straussa, Krabuljni ples Giuseppea Verdija, Pikova dama Petra Iljiča Čajkovskog i Moć sudbine Giuseppea Verdija.

## Popularnost
Nakon nastupa u salzburškoj Travijati, Netrebko, prvo u Europi, a potom i u Sjedinjenim Državama, postaje velika operna zvijezda sposobna privući i publiku koja ne prati klasičnu glazbu.
Njezin album Dueti iz 2007. s Rolandom Villazónom postigao je rekord kao najbolji europski debitantski album u žanru klasike i dosegnuo treće mjesto na njemačkoj glazbenoj pop ljestvici.
S albumom Verdi 2013. godine, postala je prva pjevačica klasične glazbe s albumom opernih arija koji je došao na sâm vrh ljestvice zabavne glazbe - u Austriji. Na njemačkoj pop ljestvici je album dosegnuo šesto mjesto, a na danskoj osmo.
Njena popularnost je tolika da je njeno odustajanje od uloge Norme s kojom je trebala otvoriti sezonu londonske Royal Opera House 2016/2017, kao i sezonu Metropolitan Opere 2017/2018, izazvalo pomutnju u opernom svijetu i preslagivanje angažmana koje je uključilo nekoliko sopranistica i 4 velike operne kuće.

## Zabavna glazba
2010. godine, Anna Netrebko je sa svojim prijateljem, ruskom pop zvijezdom Filippom Kirkorovim snimila pop duet La Voix (rus. Голос). Pjesma je u Rusiji osvojila nagradu za pjesmu godine i duet godine.
Zajedno sa suprugom Yusifom Eyvazovim izdala je crossover album 'Romanza' s pjesmama koje je ruski skladatelj Igor Krutoj skladao za njih.

## Film
Netrebko se nakratko pojavila u filmu Princezini dnevnici 2 (The Princess Diaries 2) pod svojim imenom, gdje je otpjevala kraj arije Sempre libera iz opere Travijata.
2008. je snimila operni film La bohème u kojem pjeva i glumi Mimi, a partner joj je Rolando Villazón.

## Uloge
| Uloga               | Skladatelj                | Opera                    |
| ------------------- | ------------------------- | ------------------------ |
| Aida                | Giuseppe Verdi            | Aida                     |
| Adina               | Gaetano Donizetti         | Ljubavni napitak         |
| Adriana             | Francesco Cilea           | Adriana Lecouvreur       |
| Amina               | Vincenzo Bellini          | La sonnambula            |
| Anna Bolena         | Gaetano Donizetti         | Anna Bolena              |
| Antonia             | Jacques Offenbach         | Hoffmannove priče        |
| Antonida            | Mihail Glinka             | Život za cara            |
| Donna Anna          | Wolfgang Amadeus Mozart   | Don Giovanni             |
| Elsa                | Richard Wagner            | Lohengrin                |
| Elvira              | Vincenzo Bellini          | I puritani               |
| Gilda               | Giuseppe Verdi            | Rigoletto                |
| Giovanna            | Giuseppe Verdi            | Giovanna d'Arco          |
| Giulietta           | Vincenzo Bellini          | I Capuleti e i Montecchi |
| Ilia                | Wolfgang Amadeus Mozart   | Idomeneo                 |
| Jolanta             | Petar Iljič Čajkovski     | Jolanta                  |
| Julija              | Charles Gounod            | Romeo i Julija           |
| Kraljica noći       | Wolfgang Amadeus Mozart   | Čarobna frula            |
| Lady Macbeth        | Giuseppe Verdi            | Macbeth                  |
| Leonora             | Giuseppe Verdi            | Trubadur                 |
| Louisa              | Sergej Prokofjev          | Vjenčanje u samostanu    |
| Lucia               | Gaetano Donizetti         | Lucia di Lammermoor      |
| Ljudmila            | Mihail Glinka             | Ruslan i Ljudmila        |
| Maddalena di Coigny | Umberto Giordano          | Andrea Chénier           |
| Manon               | Jules Massenet            | Manon                    |
| Manon               | Giacomo Puccini           | Manon Lescaut            |
| Marfa               | Nikolaj Rimski-Korsakov   | Carska nevjesta          |
| Micaëla             | Georges Bizet             | Carmen                   |
| Mimì                | Giacomo Puccini           | La bohème                |
| Musetta             | Giacomo Puccini           | La bohème                |
| Nannetta            | Giuseppe Verdi            | Falstaff                 |
| Nataša              | Sergej Prokofjev          | Rat i mir                |
| Ninetta             | Sergej Prokofjev          | Ljubav za tri naranče    |
| Norina              | Gaetano Donizetti         | Don Pasquale             |
| Pamina              | Wolfgang Amadeus Mozart   | Čarobna frula            |
| Rosina              | Gioachino Rossini         | Seviljski brijač         |
| Servilia            | Wolfgang Amadeus Mozart   | La clemenza di Tito      |
| Susanna             | Wolfgang Amadeus Mozart   | Figarov pir              |
| Sylva1              | Emmerich Kálmán           | Kneginja čardaša 1       |
| Tatjana             | Petar Iljič Čajkovski     | Jevgenij Onjegin         |
| Violetta            | Giuseppe Verdi            | Travijata                |
| Ksenija             | Modest Petrovič Musorgski | Boris Godunov            |
| Zerlina             | Wolfgang Amadeus Mozart   | Don Giovanni             |

- 1 Koncertna izvedba

## Diskografija

### CD albumi
- 1997:Ruslan And Lyudmila (Glinka), Philips
- 1998:Betrothal In a Monastery (Prokofjev), Philips
- 2001:Love For Three Oranges (Prokofjev), Philips
- 2003:Opera Arias, Deutsche Grammophon
- 2004:Sempre libera, Deutsche Grammophon
- 2006:La Traviata (Verdi), Deutsche Grammophon
- 2006:Violetta: Arias and Duets from Verdi's La Traviata (Verdi), Deutsche Grammophon
- 2006:The Mozart Album, Deutsche Grammophon
- 2006:Russian Album, Deutsche Grammophon (posebno izdanje, DVD)
- 2007:Le nozze di Figaro (Mozart), Deutsche Grammophon
- 2007:Duets (s Rolandom Villazónom), Deutsche Grammophon (posebno izdanje, DVD)
- 2008:La bohème (Puccini), filmski soundtrack, Deutsche Grammophon
- 2008:Souvenirs, Deutsche Grammophon (posebno izdanje, DVD)
- 2008:I Capuleti e i Montecchi (Bellini), Deutsche Grammophon
- 2010:In the Still of Night (s Danijelom Barenboimom), Deutsche Grammophon
- 2011:Stabat mater (Pergolesi), (s Mariannom Pizzolatom), Deutsche Grammophon
- 2011:Anna Netrebko live at the Metropolitan Opera, Deutsche Grammophon
- 2012:Opera Arias, Deutsche Grammophon
- 2013:Verdi (Verdi), Deutsche Grammophon
- 2013:War Requiem (Britten), Deutsche Grammophon
- 2014:Giovanna d'Arco (Verdi), Deutsche Grammophon
- 2014:Anna Netrebko live from the Salzburg Festival, Deutsche Grammophon
- 2014:Vier letzte Lieder & Ein Heldenleben (Richard Strauss), Deutsche Grammophon
- 2015:Iolanta (Čajkovski), Deutsche Grammophon
- 2016:Verismo, Deutsche Grammophon
- 2016:Manon Lescaut (Puccini), Deutsche Grammophon
- 2017:Romanza (Krutoj), crossover, Deutsche Grammophon

### DVD / Blue-ray
- 1997:Ruslan And Lyudmila (Glinka), Philips
- 1998:Betrothal In a Monastery (Prokofjev), Philips
- 2004:Anna Netrebko - The Woman - The Voice, Deutsche Grammophon
- 2005:Gala Concert From Sankt-Peterburg, Euroarts
- 2006:L'elisir d'amore (Donizetti), Virgin
- 2006:La Traviata (Verdi), Deutsche Grammophon
- 2008:A Mozart Gala from Salzburg (Mozart), Deutsche Grammophon
- 2008:Manon (Massenet), Deutsche Grammophon
- 2008:The Opera Gala - live from Baden-Baden (s Elina Garanča, Ludovic Tézier, Ramón Vargas), Deutsche Grammophon
- 2008:The Berlin Concert - live from the Waldbühne (s Plácido Domingo, Rolando Villazón), Deutsche Grammophon
- 2008:Le nozze di Figaro (Mozart), Deutsche Grammophon
- 2008:I Puritani (Bellini), Deutsche Grammophon
- 2010:Ioan Holender Farewell Concert, Deutsche Grammophon
- 2011:Don Pasquale (Donizetti), Deutsche Grammophon
- 2011:Anna Bolena (Donizetti), Deutsche Grammophon
- 2012:La bohème (Puccini), Deutsche Grammophon
- 2013:Lucia di Lammermoor (Donizetti), Deutsche Grammophon
- 2013:Live From Red Square (s Dmitrijem Hvorostovskim), Deutsche Grammophon
- 2014:Eugene Onegin (Čajkovski), Deutsche Grammophon
- 2014:Il Trovatore (Verdi), Deutsche Grammophon
- 2015:Macbeth (Verdi), Deutsche Grammophon
- 2015:Don Giovanni (Mozart), Deutsche Grammophon
- 2017:Lohengrin (Wagner), Deutsche Grammophon

## Priznanja i nagrade
1993. Međunarodno natjecanje Mihaila Glinke, prva nagrada.
1996. Međunarodno natjecanje mladih opernih pjevača "Rimski-Korsakov", prva nagrada.
2004. Echo Klassik Awards, München, Njemačka, pjevačica godine.
2004. Državna nagrada Ruske Federacije.
2005. Echo Klassik Awards, 2 nagrade: za pjevačicu godine i za najprodavaniji album godine (Sempre libera).
2006. Proglašena Herojem rada pokrajine Kuban (Ruska Federacija).
2006. BAMBI Award u kategoriji klasične glazbe.
2006. Echo Klassik Awards, najprodavaniji album godine (La Traviata - Salzburg).
2007. Echo Klassik Awards, 2 nagrade: za najbolji album godine (Ruski album) i za najprodavaiji glazbeni DVD.
2007. Classic BRIT Awards, pjevačica godine.
2008. Proglašena Narodnom umjetnicom Rusije.
2008. Echo Klassik Awards, 2 nagrade: za najprodavaniji album godine (Dueti) i za najbolji glazbeni DVD (Figarov pir - Salzburg).
2008. Musician of the Year Award, glazbenik godine.
2008. Classic BRIT Awards, pjevačica godine.
2009. Echo Klassik Awards, nagrada za operni album godine (19. stoljeće) (La Boheme).
2013. Uvrštena u Dom slavnih časopisa Gramophone.
2014. Echo Klassik Awards, pjevačica godine.
2016. Nagrada časopisa Opera News za doprinos opernoj glazbi.
2016. Echo Klassik Awards, pjevačica godine.
2017. Dobila austrijsku počasnu titulu Kammersängerin.
2017. The International Opera Awards, pjevačica godine.
2017. Ruska nacionalna glazbena nagrada, klasični vokal godine.
Dobitnica je ruske kazališne nagrade Zlatni reflektor (Золотой софит), Sankt Peterburg, u godinama 1999, 2005, 2009.

## Vanjske poveznice
- Službene stranice Anne Netrebko
- Marijinski teatar, Sankt Peterburg
- Metropolitan Opera, New York  Arhivirana inačica izvorne stranice od 10. ožujka 2015. (Wayback Machine)
- Deutsche Grammophon  Arhivirana inačica izvorne stranice od 6. veljače 2015. (Wayback Machine)
- blog koji prati karijeru Anne Netrebko
- Jutarnji list, Branimir Pofuk, travanj 2011, Sudar diva u bečkoj operi  Arhivirana inačica izvorne stranice od 2. travnja 2015. (Wayback Machine)
- Večernji list, Branimir Pofuk, studeni 2012, Ana Netrebko na svaki je način opravdala status svjetske dive
- Opera Lively intervju s Annom Netrebko, rujan 2012.  Arhivirana inačica izvorne stranice od 20. siječnja 2018. (Wayback Machine)
- Opera News, rujan 2013, The Age of Anna (Annino doba)  Arhivirana inačica izvorne stranice od 15. ožujka 2015. (Wayback Machine)
- Klasika.hr, Marija Barbieri, veljača 2015, Zamak Modrobradog i Jolanta u Metropolitanu